# WaterWays
WaterWays is een psychedelische band uit La Quinta, Californië. De band maakt deel uit van de Palm Desert Scene.

## Big Scenic Nowhere
De band Begon te jammen onder de naam Big Scenic Nowhere. De band bestond uit de leden Gary Arce, Mario Lalli en Tony Tornay. Met deze band zijn er zes demo's uitgebracht door Bro Fidelity Records. Een aantal van deze demo's zijn gebruikt voor wat uiteindelijk later de band WaterWays werd.
Big Scenic Nowhere is tegenwoordig een jamband waarin wordt samengewerkt tussen verschillende muzikanten en bands binnen de Palm Desert Scene. Gary Arce is het enige vaste bandlid.
De nummers Dark Meat en Underwater Noise op de Yawning Man & Fatso Jetson Split zijn eerder opgenomen door de band. Arce gaf tijdens een interview in 2017 aan dat hij samen met Bill Stinson tijdens een jamsessie onder de naam Big Scenic Nowhere in La Quinta (waar hij woont) tot deze nummers kwam. Toen Fatso Jetson en Yawning Man een Europese tour gingen doen hadden ze nieuwe nummers nodig. De twee nummers van Yawning Man op deze splitalbum beschouwt Arce nog altijd als Big Scenic Nowhere-nummers.

## Big Scenic Nowhere wordt WaterWays
In 2010 bracht de band hun eerste splitalbum uit met de band 'Yawning Sons'. In 2012 werd de tweede split uitgebracht met de bands 'Sons of Alpha Centauri' en 'Hotel Wrecking City Traders'.

## Discografie
- 2010 - Waterways/Yawning Sons
- 2012 - WaterWays/Sons of Alpha Centauri/Hotel Wrecking City Traders

## Bandleden

### Big Scenic Nowhere
Huidige leden:
- Gary Arce
- Greg Saenz
- Billy Cordell

Oud-leden:
- Mario Lalli
- Tony Tornay

### WaterWays
Huidige leden:
- Abby Travis
- Gary Arce
- Mario Lalli
- Tony Tornay